# Шиттс-Крік
«Шиттс-Крік» (англ. Schitt's Creek, "Затока Шитта", стилізовано як Schitt$ Creek) — канадський телевізійний серіал-ситком, створений Юджином і Деніелом Леві. Прем'єра телешоу відбулася 13 січня 2015 року на телеканалі CBC Television.

## Сюжет
У центрі сюжету родина Роуз: Джонні (Юджин Леві) — мільярдер, який заробив статок на мережі відеосалонів, його дружина Мойра (Кетрін О'Гара) — акторка мильних опер, і двоє їхніх дітей — гіпстер Девід (Деніел Леві) та гультяйка Алексіс (Енні Мерфі). Після того як бізнес Джонні Роуза зазнає краху, все сімейство змушене переїхати жити в невелике сільське поселення Шиттс-Крік, яке вони придбали кілька років тому заради розваги.

## У ролях
- Юджин Леві — Джонні Роуз
- Кетрін О'Гара — Мойра Роуз
- Деніел Леві — Девід Роуз
- Енні Мерфі — Алексіс Клер Роуз
- Емілі Гемпшир — Стіві Бадд
- Дженніфер Робертсон — Джоселін Шитт
- Кріс Елліотт — Роланд Шитт
- Тім Розон — Метт Шитт (сезони 1-3; гість, сезон 4)
- Сара Леві — Твіла Сендс
- Дастін Мілліган — Тед Малленс
- Ноа Рід — Патрік Брюєр (сезони 3-6)